# 1933 en combiné nordique
| Années du combiné nordique : 1930 - 1931 - 1932 - 1933 - 1934 - 1935 - 1936    |
| Décennies du combiné nordique : 1900 - 1910 - 1920 - 1930 - 1940 - 1950 - 1960 |

Cette page reprend les résultats des différentes compétitions de combiné nordique de l'année 1933.

## Festival de ski d'Holmenkollen
L'épreuve de combiné de l'édition 1933 du festival de ski d'Holmenkollen fut remportée par le norvégien Hans Vinjarengen, déjà vainqueur trois ans plus tôt. Il s'impose devant ses compatriotes Olav Lian et Martin Peder Vangli.

## Jeux du ski de Lahti
Victoire norvégienne lors de l'épreuve de combiné des Jeux du ski de Lahti : Hans Vinjarengen s'impose devant son compatriote Olaf Hoffsbakken. Le premier finlandais de l'épreuve, Aarne Valkama, est troisième.

## Championnat du monde
Le championnat du monde a eu lieu le 8 février à Innsbruck (Autriche). Il a été remporté par le Suédois Sven Selånger devant le Tchèque Antonín Bartoň et l'Autrichien Harald Bosio, qui remportait là la première médaille autrichienne aux championnats du monde de ski nordique.

## Championnats nationaux

### Allemagne
Le championnat d'Allemagne a couronné Max Fischer.

### États-Unis
Le championnat des États-Unis 1933 s'est déroulé à Salisbury (Connecticut). Il fut remporté par Karl Magnus Satre.

### Finlande
Le championnat de Finlande a couronné Lauri Valonen, un coureur finlandais. Aarne Valkama est arrivé en deuxième position. Les autres informations relatives à cette épreuve manquent.

### France
Le championnat de France, disputé à Briançon et Montgenèvre a couronné Raymond Berthet, comme deux ans auparavant. Robert Villecampe est arrivé deuxième, devant Martial Payot.

### Italie
Le championnat d'Italie a couronné Severino Menardi, devant Ino Dallago et Guglielmo Holzner.

### Norvège
Le championnat de Norvège s'est tenu à Aker, sur le Nydalsbakken. Il a couronné Olav Lian devant Sverre Salamonsen (no) et Olaf Hoffsbakken.

### Pologne
Le championnat de Pologne a été remporté par Izydor Gąsienica-Łuszczek (pl).

### Suède
Le championnat de Suède a couronné Otto Hultberg, du club Bodens BK. Comme l'année précédente, le club Grycksbo IF a remporté le titre des clubs.

### Suisse
Le championnat de Suisse s'est déroulé à Einsiedeln. Il a couronné Walter Prager, de Davos.